# Bille August
Bille August (født 9. november 1948) er en dansk filminstruktør.
Han har to gange vundet Den Gyldne Palme for filmene Pelle Erobreren (1987) og Den gode vilje (1991). For førstnævnte vandt han desuden en Oscar og en Golden Globe for bedste udenlandske film. Bille August er desuden ridder af Dannebrog.

## Privat
August har været gift fire gange og har i alt otte børn med fem forskellige kvinder. Han var først gift med Annie Munksgård Lauritzen, sammen fik de sønnen Anders Frithiof August (født 15. juni 1978). Derefter var han gift med Masja Dessau med hvem han fik sønnen Adam August (født i 1983), begge sønner er manuskriptforfattere.
Han var gift med den svenske skuespiller og instruktør Pernilla August fra 1991 til 1997. Sammen fik de døtrene Asta Kamma August (født 5. november 1991) og Alba Adèle August (født 6. juni 1993).
I 2012 giftede han sig med skuespillerinden Sara-Marie Maltha efter 10 år sammen. Sammen har de tre børn: Amaryllis April August (født 2003), Albert Amadeus August (født 2005), og Aya Anemone August (født 2013).
Derudover har han en datter fra et tidligere forhold, Melina August, (født i 1969).
Bille August er søn af eksperimentalpsykolog, hypnotisør og restauratør Frithiof August (død 1984) og hustru Kamma Engelbrecht (død 1957).

## Filmografi
- Body Building (1971) (dokumentarfilm om Sven-Ole Thorsen)
- Kim G. - en cykelrytter på Ordrupbanen (1976)
- Honning Måne (1978)
- Verden er så stor, så stor (1980) (TV-film)
- Guldhjertet (1981)
- Maj (1982) (TV-film)
- Zappa (1983)
- Busters verden (1984)
- Tro, håb og kærlighed (1984)
- Pelle Erobreren (1987)
- Den gode vilje (tv) (1991)
- Åndernes hus (1993)
- Jerusalem (1996)
- Frøken Smillas fornemmelse for sne (1997)
- Les Misérables (1998)
- En sang for Martin (2001)
- Return to Sender (2004)
- Farvel Bafana (2007)
- Marie Krøyer (2012)
- Nattog til Lissabon (2013)
- Stille hjerte (2014)
- Lykke-Per (2018)
- Pagten (2021)
- Kysset (2023)
- Ehrengard: Forførelsens kunst (2023)